# Tranvía de Moscú
La red de tranvías de Moscú, que se divide en dos subredes, es un elemento clave del sistema de transporte público de Moscú, la capital de Rusia. Inaugurado en 1872, es operado desde 1958 por Mosgortrans, una empresa estatal propiedad del Gobierno de Moscú.

## Resumen
Las dos subredes tienen una longitud de ruta total combinada de 181 km (112 millas), lo que convierte a toda la red en la cuarta más grande del mundo, después de las redes de Melbourne, San Petersburgo y Berlín.
El tranvía es históricamente el segundo tipo de transporte urbano de pasajeros más utilizado en Moscú, sucesor del Konka (tranvía tirado por caballos). Sin embargo, la presencia en Moscú, a principios del siglo XX, de ferrocarriles de caballos obstaculizó el desarrollo de las líneas de tranvía. Para el tendido de líneas de tranvía, era necesario primero liberar las carreteras de las vías de los caballos. En 1901, el ayuntamiento adquirió la primera empresa de tranvía tirado por caballos, de capital belga. Cuando, en 1903, se discutió la compra de una segunda sociedad anónima por parte de la Duma, también de capital belga, la Duma no finalmente no lo hizo, ya que, según N. I. Astrov: «en Rusia no había constructores e ingenieros experimentados». 
En noviembre de 1905, inmediatamente después de los acontecimientos de octubre se eligió a un nuevo alcalde, Nikolai Guchkov. Su puesta en marcha coincidió con las acciones revolucionarias de los trabajadores de Moscú en noviembre y diciembre de 1905. Tan pronto como la vida en la ciudad volvió a la normalidad, Nikolai Ivanovich ordenó proceder al tendido de las vías del tranvía. En febrero de 1907, se inició un movimiento en la calle Myasnitska, la calle Sretenka y la calle Lubyanka, desde el monasterio Dmitrovka y más allá la Sretenka y Myasnitskaya. Las primeras rutas de tranvías eléctricos unían las afueras del anillo del Jardín con el centro y principalmente repetían Konechnye.
El 18 de mayo de 1910 el consejo de la ciudad, a propuesta de N. I. Guchkov tomó la decisión de realizar en 1912 en Moscú, el congreso de compañías de tranvías. En la década de 1910, se observó la densa red de líneas en la parte occidental del centro con la formación de arcos en los anillos del Jardín y del Bulevar. En 1918 la longitud total de las líneas de tranvía en la ciudad ascendía a 323 km. En 1926 la longitud de las vías aumentó a 395 km. En 1918 había 475 coches y en 1926, 764. La velocidad media de los tranvías pasó de 7 km/h en 1918 a 12 km/h en 1926.